# Kojo Laing
Kojo Laing (eigentlich: Bernard Ebenezer Laing; * 1. Juli 1946 in Kumasi, Ghana; † 20. April 2017 in Ghana) war ein ghanaischer Schriftsteller.

## Leben
Laing wurde als Sohn von George Ekyem Ferguson, eines anglikanischen Geistlichen, und Darling (Agan) Laing geboren. In einem Elternhaus, das durchaus der ghanaischen Mittelschicht zuzuordnen ist, wurde Kojo Laing christlich erzogen.
In den Fächern Politikwissenschaft und Geschichte machte Kojo Laing im Jahr 1968 seinen Master an der Universität von Glasgow, Schottland, Großbritannien. In diese Zeit fällt auch sein Interesse für den Existentialismus und afrikanische Literatur. Im Jahr 1969 heiratete Kojo Laing eine Sozialarbeiterin mit schottischer Nationalität. Im gleichen Jahr ging Kojo Laing mit seiner Ehefrau nach Ghana zurück.
Seine Tätigkeit als Autor begann Kojo Laing ursprünglich in den 1970er Jahren mit seinen ersten Dichtungen. Im Jahr 1975 studierte Kojo Laing an der Universität von Birmingham öffentliche Verwaltung (rural administration). Im Jahr 1978 nahm Laing eine Tätigkeit für die ghanaische Regierung in der Hauptstadt Accra an. 
Die Ehe mit seiner Frau scheiterte endgültig im Jahr 1984, seine Frau ging daraufhin in ihre Heimat zurück. Seit diesem Jahr leitete Kojo Laing eine Privatschule in Accra, die seine Mutter 1962 gegründet hat.

## Werk
Kojo Laing wird als postmoderner Autor beschrieben. Seine Arbeit umfasst bis heute drei Romane und einen Gedichtband. Seine Arbeit beschränkte sich ursprünglich auf Dichtungen, so dass erst im Jahr 1986 sein erster Roman, Die Sonnensucher, erschien. Dieses Werk spielt im Ghana der 1970er Jahre und beschäftigt sich unter anderem mit der Unfähigkeit der ghanaischen Oberschicht, dem Land eine Zukunftsperspektive zu geben. In der Folge richtet es seinen Fokus auf die im Land grassierende Korruption sowie die Last der Diktatur durch Kutu Acheampong.
Sein zweiter Roman, Women of the Aeroplanes, erschien 1988 und im Jahr 1992 kam Major Gentl and the Achimota Wars heraus. Letzterer spielt im Jahr 2020 und stellt einen Kampf ums Überleben zwischen Major Gentl für Afrika und Torro den Schrecklichen, einen europäisch-afrikanischen Hybriden, dar.
Seine Arbeiten bedienten sich einer gewissen Mischsprache aus reinstem Oxfordenglisch und dem in Afrika in der Umgangssprache verwendete Pidgin-Englisch. Seine Arbeiten hatten auch Einflüsse afrikanischer Sprachen (unter anderem Ga und Fante) und vermischten alles zu einer sprachlich hervorragenden Leistung.

## Werke
- Search Sweet Country, Roman, 1986; dt. Die Sonnensucher, 1995. Neuausgabe mit einem Nachwort von Ilija Trojanow, Edition Büchergilde, Frankfurt am Main, 2015, ISBN 978-3-86406-052-6.
- Woman of the Aeroplanes, Roman, 1988
- Godhorse, Gedichtband, 1989
- Major Gentl and Achimota Wars, Roman, 1992